# Barcaföldvár
Földvár (románul: Feldioara, németül: Marienburg, szászul Märrembirg) falu Romániában, Erdélyben, Brassó megyében, a Barcaságban.

## Fekvése
Brassótól 17 km-re északnyugatra, az Olt bal partján, nem messze a Barca torkolatától, Hídvéggel szemben fekszik.

## Nevének eredete
Magyar nevét nem a várról kapta, amelyet az erre vonatkozó tilalom ellenére a Német Lovagrend valószínűleg kezdettől kőből épített fel. Magas, védhető földhányásokkal vette azonban körül a vártól nyugatra elterülő települést, amelyek ma is láthatóak. A román név a magyar Földvára alakból, a bilabiális β (v) vokalizálódásával alakult ki. Németül a Lovagrend nevezte el védőszentjéről, Szűz Máriáról. Első említésekor, 1240-ben ennek a névnek párhuzamos latin alakjával jelölték: Castrum S. Mariae. Későbbi névváltozatai: Castrum Mariae, Meurnburch, Meurenburch, Meurenberc és Mergenburg (1371), Mergenborg (1378), Fewldwar (1379), Marienburg (1380), Foeltwar (1410), Feldwar és Merenbuch (1413), Feldiore (1432–1437), Merenpurg (1489) Földvármező, Mayrgreff, Maremburg és Marienberg (1529), Mermbris vel Csetátéa de pament (1808), Földaure (1850), Merienburg és Feldioara (1854).

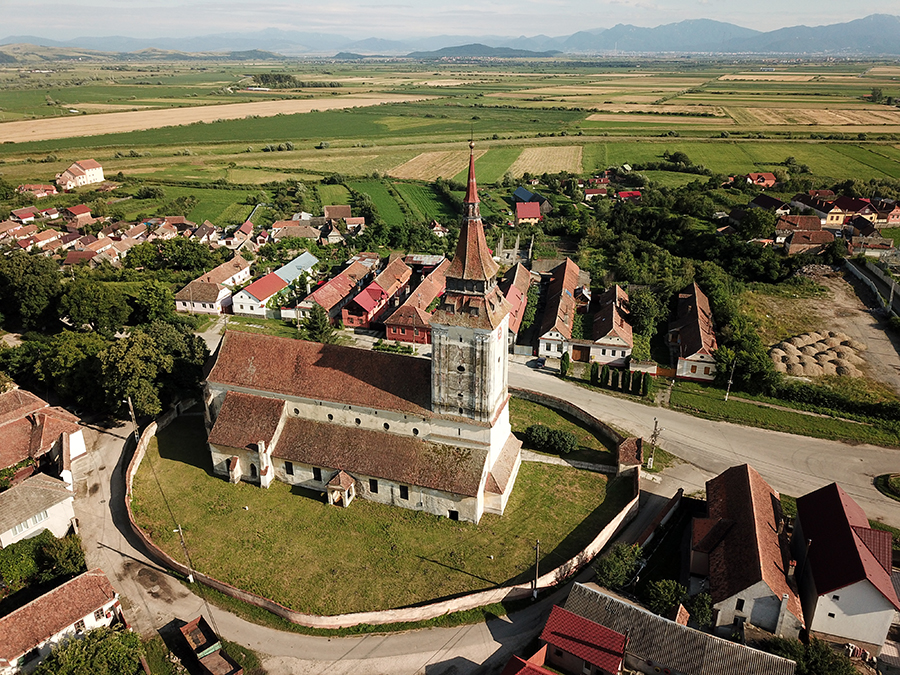
Barcaföldvár, erődített templom – légi fotó

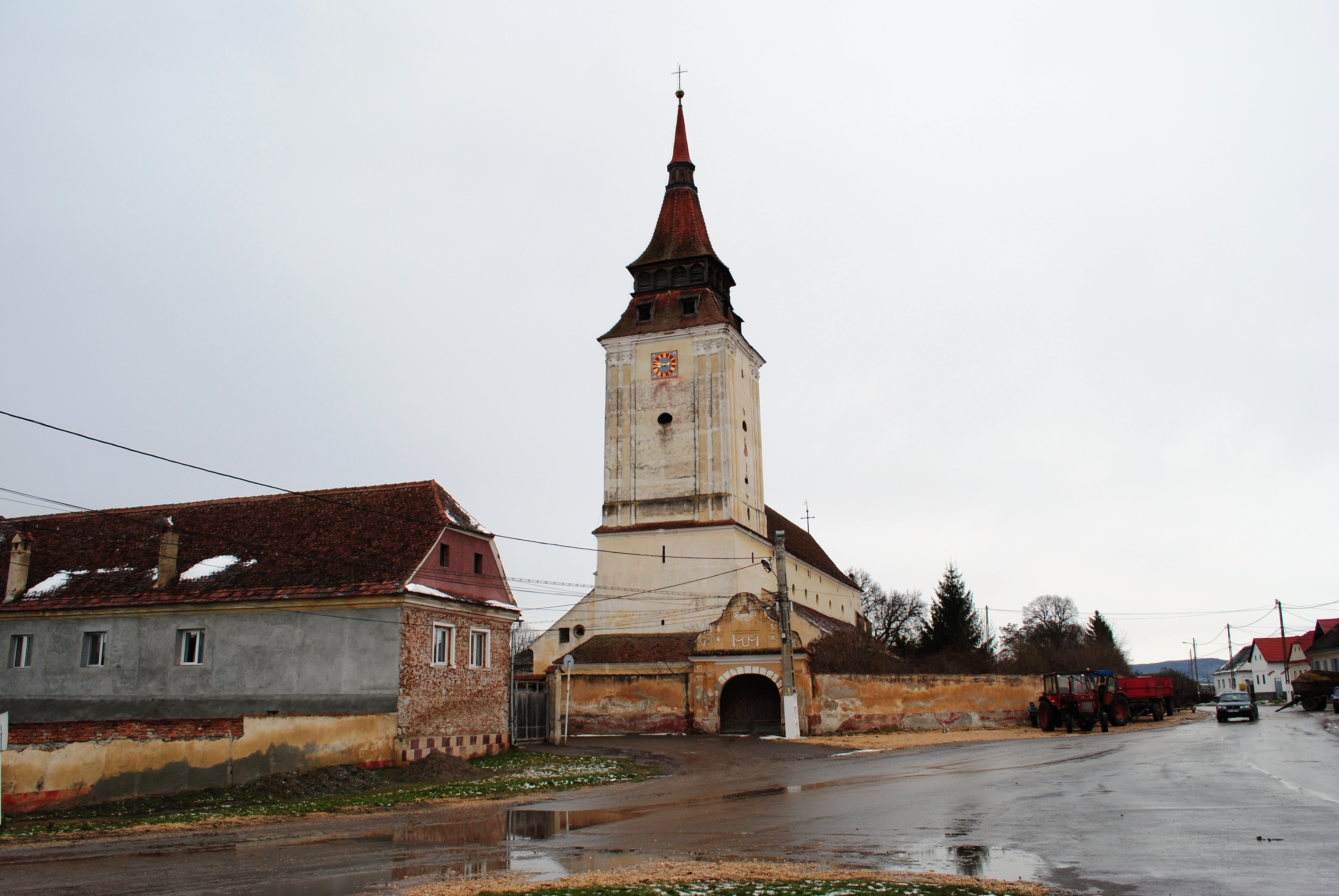
Az evangélikus templom

## Története
A régészeti feltárások szerint területén már a 12. század közepén létrejött egy falu, valószínűleg korai szász település. 1211-ben a Német Lovagrend kapta meg és itt alakította ki barcasági „tartományának” székhelyét. Ők emelték a várat és ők vették körül földsáncokkal az akkori települést, a mai ófalut. 1225-ben II. András kiutasította a Lovagrendet Erdélyből, de Földvár fellendülésnek indult, 1377-ig a Barcaság székhelyének számított és 1380-ig itt székelt a barcasági káptalan is. 1379-ben hetivásár tartására kapott szabadalmat. Brassóval ekkoriban folytatott versengését jelzi, hogy Zsigmond egy 1417-ben kelt oklevelében megtiltotta a brassóiaknak, hogy megjelenjenek a péntekenkénti földvári hetivásáron. 1427-ben Zsigmond országgyűlést tartott falai között és ugyanezen évben országos vásár tartását engedélyezte a városnak. 1457-ben Vlad Țepeș török–tatár segédcsapatai ostromolták meg a várat és pusztították a várost. 1500-ig rendelkezett a törcsvári sóvámmal, de akkor ezt a kiváltságot Brassó kapta meg. 1529. június 29-én falai alatt ütköztek meg a Ferdinánd-párti Török Bálint és Majláth István vezette székely és brassói csapatok a Szapolyai-párti Petru Rareș moldvai vajdával. A csata közben a székelyek átálltak, így Szapolyai hívei győztek Ferdinánd hívei felett. 1599-ben Mihály vajda égette fel. 1603-ban Radu vajda serege a közelben győzte le Székely Mózes fejedelem hadait. 1604-ben polgársága a várba menekült Basta fosztogató zsoldosai elől és csak hétezer forint kifizetésével tudta rávenni őket, hogy ostrom nélkül elvonuljanak. 1612-ben Michael Weiss brassói főbíró és Giczy András előbb szeptember 25-én, 600 zsoldossal vette ostrom alá a várost, de miután egész éjjel lőtték, visszavonultak Brassóba. Október 11-én, immár havasalföldi segítséggel be is vették a várost, de október 14-én a főbíró ugyanitt csatát vesztett Báthory Gábor csapataival szemben, sőt menekülés közben, Brassó határában őt magát is megölték. 1619-ben kapta alapszabályát a földvári takácscéh. 1690-ben Thököly Imre innen szólította fel az országot a csatlakozásra. 1698-ból való az első adat akkor 21 családból álló román lakosságáról. Ortodox iskolát 1830-ban alapítottak, két tanítóval. Hat szomszédságának (Nachbarschaft) szabályzatát 1751-ben állították össze. 1807-ben ismét engedélyt kapott évi két országos vásár tartására. 1848. november 30-án, a hídvégi csata után a háromszéki haderő elfoglalta, majd december 7. és december 19. között folyamatosan megszállás alatt tartotta, de azután kénytelen volt visszavonulni Gedeon tábornok zászlóalja előtt. Az 1850-es években járási székhely volt. 1847-től községi orvost tartott, 1869-ben létesült első gyógyszertára. Az 1870-es években laktanyát építettek benne. 1873-ban megépült a falu mellett egy kilométerrel elhaladó vasútvonal. Johann Tychy már ezt megelőzően serfőzdét létesített a falu északkeleti szélén egy jó vizű forrás mellé, viszonylag közel a vasútállomáshoz. 1871 és 1945 között szász földművesiskola (Burzenlander Ackerbauschule) működött benne – a korszakban még Besztercén és Medgyesen volt hasonló intézmény. Az iskola 1885-ig meghonosította a településen a lóhere termesztését, a yorkshire sertést, a pinzgaui szarvasmarhát és a vetőgépet. 1885-ben az akkori Magyarországon az elsők között alakult itt falusi tejszövetkezet. A földművesiskola igazgatója kezdeményezésére a szász gazdák 1888 és 1894 között véghez vitték a határ tagosítását, amit a krizbai csángók és a helyi románok igyekeztek megakadályozni.
1876-tól Brassó vármegye Alvidéki járásához tartozott. A románok az 1880-as években kezdtek beköltözni a falu pereméről, de települési elkülönülésük mindvégig megmaradt. Hagyományosan a falu északnyugati szélén a Ruseln negyed (a földművesiskola és a serfőzde mellett) és délkeleti szélén a volt kaszárnya környéke, a két patak köze a nagyvásártér mellett és a diákemlékműtől keletre fekvő falurész számítottak román negyedeknek. A földvári és veresmarti szászok 1882-ben közösen helyi hitelszövetkezetet alapítottak, Marienburg-Rotbächer Voschußverein néven. A szász gazdák 1909-ben 6821, a románok 3410 holdat birtokoltak. A 20. század elején lakossága elsősorban burgonyát és a botfalusi cukorgyár számára cukorrépát termesztett, a cefrén pedig szarvasmarhát hízlalt. A szász gazdák magyar és cigány napszámosokat fogadtak fel cukorrépa-kapálásra, sok szegény román pedig a cukorgyárban dolgozott. Az evangélikus egyház földjét a botfalusi cukorgyár bérelte. 1916. augusztus 28-án a román hadsereg támadása miatt Brassóból ideköltöztették a városi és vármegyei hivatalokat. Külterületén 1936-ban a zsombolyai Bohn cég alapított téglagyárat, amely mellett magyar és román beköltözőkből jött létre Bohntelep. A gyár az 1970-es években mintegy hatszáz munkást foglalkoztatott.
1942-ben határában internáló tábort állítottak föl, ahol 1944-ig szovjet hadifoglyokat őriztek. 1944 szeptembere és 1945 júliusa között itt működött a korszak egyik leghírhedtebb internálótábora, amelybe főleg az észak-erdélyi román megszállás rövid időszaka alatt a csendőrség által begyűjtött magyarokat, szatmári svábokat és német hadifoglyokat zártak. A tábornak a korabeli sajtó szerint hatezer foglya volt. A táborban kiütött tífuszjárványban három korabeli forrás szerint 150-200, Nicolae Spiroiu tábornok, volt honvédelmi miniszter 1993-as közlése szerint 298 legyengült fogoly halt meg. Az utolsó fogvatartottat csak 1945 októberében engedték haza.
1945 tavaszán Törcsvár vidékéről román telepesek érkeztek Földvárra, akik a szászok jogfosztása idején azok házát foglalták el. 1954 után ezek harminc fő kivételével visszatértek szülőföldjükre. Időközben moldvai és besszarábiai románok is beköltöztek, akik főként a brassói gyárakban dolgoztak.
Az 1975-ben elfogadott településfejlesztési terv várossá fejlesztését irányozta elő. A kivándorolt szászok házai helyére blokknegyedet terveztek, ahová főként moldvai munkásokat költöztettek volna. Az évtized elején a közelében felfedezett uránérc miatt itt építették föl azt az üzemet, amely ezt követően a Románia valamennyi lelőhelyén kitermelt uránércet dúsította, a legnagyobb titokban. Az urándúsító mellé sok munkás is betelepült, a gyár 1975-ben 704 főt foglalkoztatott. Ezzel párhuzamosan azonban a szász lakosság elhagyta Földvárt. A faluból elszármazottak első találkozóját 1979-ben rendezték meg az észak-rajna–vesztfáliai Drabenderhöhében.

## Népessége
- 1791-ben 251 szász és 175 román család lakta.
- 1850-ben 2029 lakosából 1003 volt román, 920 német és 104 cigány nemzetiségű; 1107 ortodox és 920 evangélikus vallású.
- 1900-ban 2527 lakosából 1162 volt román, 1032 német, 261 magyar és 72 egyéb (cigány) anyanyelvű; 1231 ortodox, 1039 evangélikus, 145 református, 67 római katolikus és 35 unitárius vallású. Az összeírtak közül 48 volt a helyőrség katonája, a lakosság 3%-a külföldön tartózkodott. 66% tudott írni és olvasni, a nem magyar anyanyelvűek 37%-a tudott magyarul.
- 2002-ben a Földvár és Szászveresmart között fekvő Bohnteleppel együtt 5456 lakosa volt, közülük 4664 román, 615 magyar, 111 cigány és 60 német nemzetiségű; 4663 ortodox, 291 római katolikus, 237 református és 60 unitárius vallású. Bohntelep az 1960-as–70-es években magyar többségű volt.

## Látnivalók

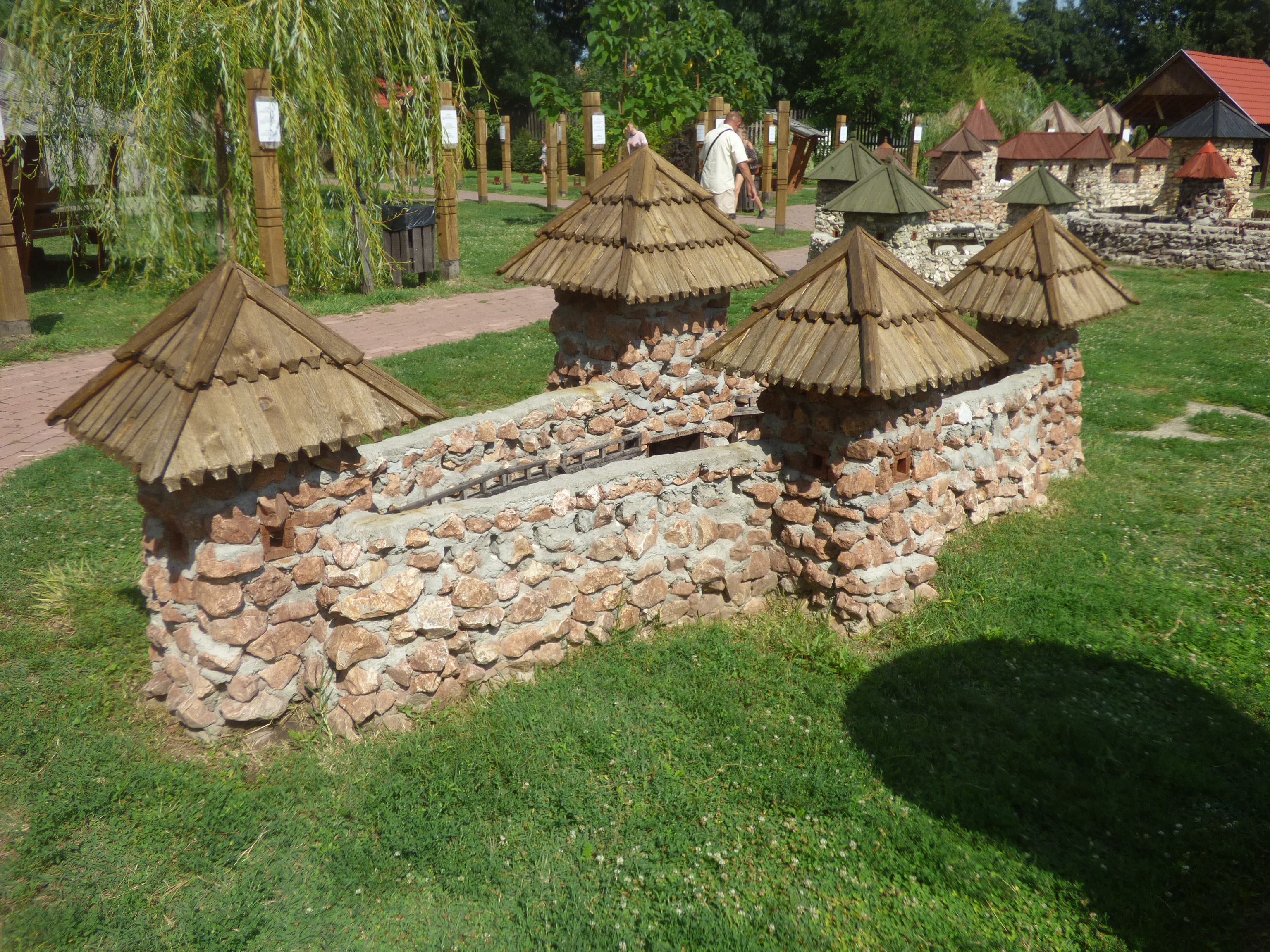
Egykori várának makettje a dinnyési Várparkban

- Keleti oldalán, alacsony dombon állnak várának tekintélyes maradványai. A lovagok egykori várából már csak szerény falmaradványok állnak a délnyugati részen, a külső oldalon. Az eredeti várat valószínűleg kettős falgyűrű övezte, a külsőt a domb lábánál építették fel. A belső falgyűrűn belül helyezkedett el a lakó- és étkező épület, a kápolna és az ispotály. 1345-ben a tatárok lerombolták. Később valószínűleg a IV. Béla által a birtokába juttatott ciszterciek építették újra templomát. Köré ovális védőfalat emeltek tornyokkal és kutat fúrtak. 1420 után a város lakói építették újjá, immár mint parasztvárat. 1430-ban a törökök, 1457-ben Vlad Țepeș ostromolta és szenvedett károkat. 1529-ben Petru Rareș kapitánya, Nicoară Grozav vette be. 1657-ben még építettek egy tornyot északi végére. Később egyre kevésbé mentshelyként, inkább raktárként használták. Az 1838-as földrengés után a szász gazdák még kijavították, de a falak egy részét és a kaputornyot 1870-ben lebontották és anyagát a kaszárnyába építették be. Az 1977-es földrengés újabb jelentős károkat okozott benne.
- Gótikus evangélikus temploma a 15. században épült, eredetileg háromhajós bazilika volt. Az Erdélyi Fejedelemség idején védőfal vette körül és a körülötte elterülő régi településmagot övező földsáncokkal együtt valóságos városerődként használhatták. Ezt két kapun keresztül lehetett megközelíteni: a nyugati a mai főutcáról nyílt, keleten az ún. Porta Latina a várral kötötte össze.
- Ortodox temploma 1788 körül épült, Ivan Ivanovici Marcu kereskedő költségén.
- Az evangélikus parókiaépület 1785-ból való és 1867-ben újították.
- A községháza (egykori városháza) 1824-ben épült.
- Diákemlékmű – az 1612. október 16-i csatában elesett 39 brassói diák emlékműve (1912). Friedrich Balthes terve alapján épült.[8]
- Az 1944-es internálótábor emlékműve – emlékobeliszk a tábor helyének közelében álló dombon.

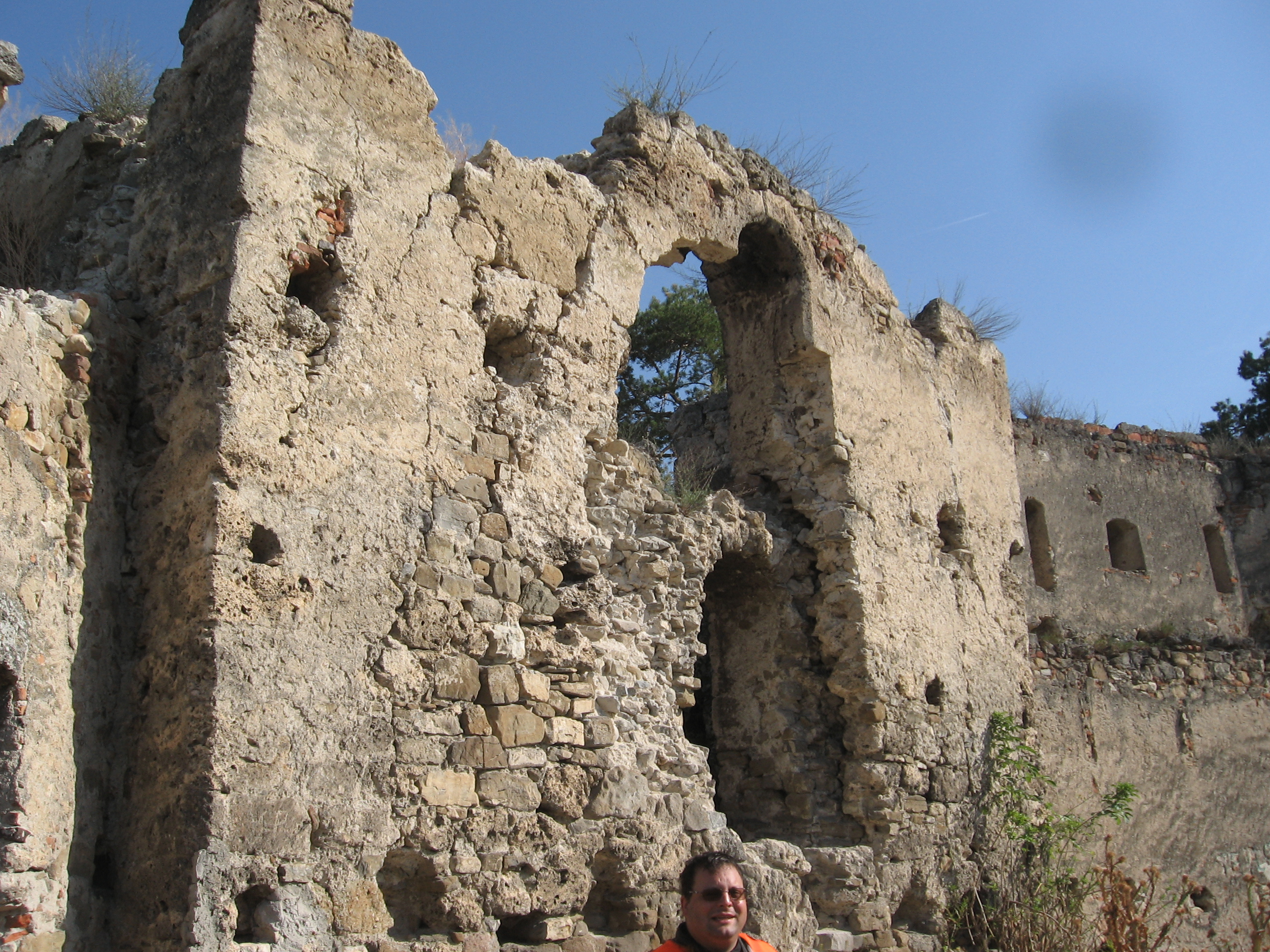
A vár romjai

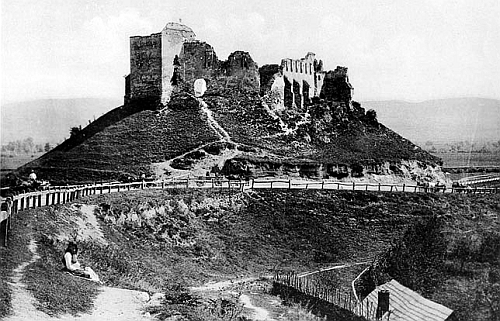
A vár egy régi képen

## Gazdaság
Az uránércdúsító („Uzina R”) Földvár, Krizba és Szászveresmart között, a Persányi-hegység lábánál található, mellette ülepítő tóval és saját farmmal.

## Oktatás
A településen Petru Rareș Líceum néven tizenkét osztályos iskola működik.